# 青木秀夫 (物理学者)

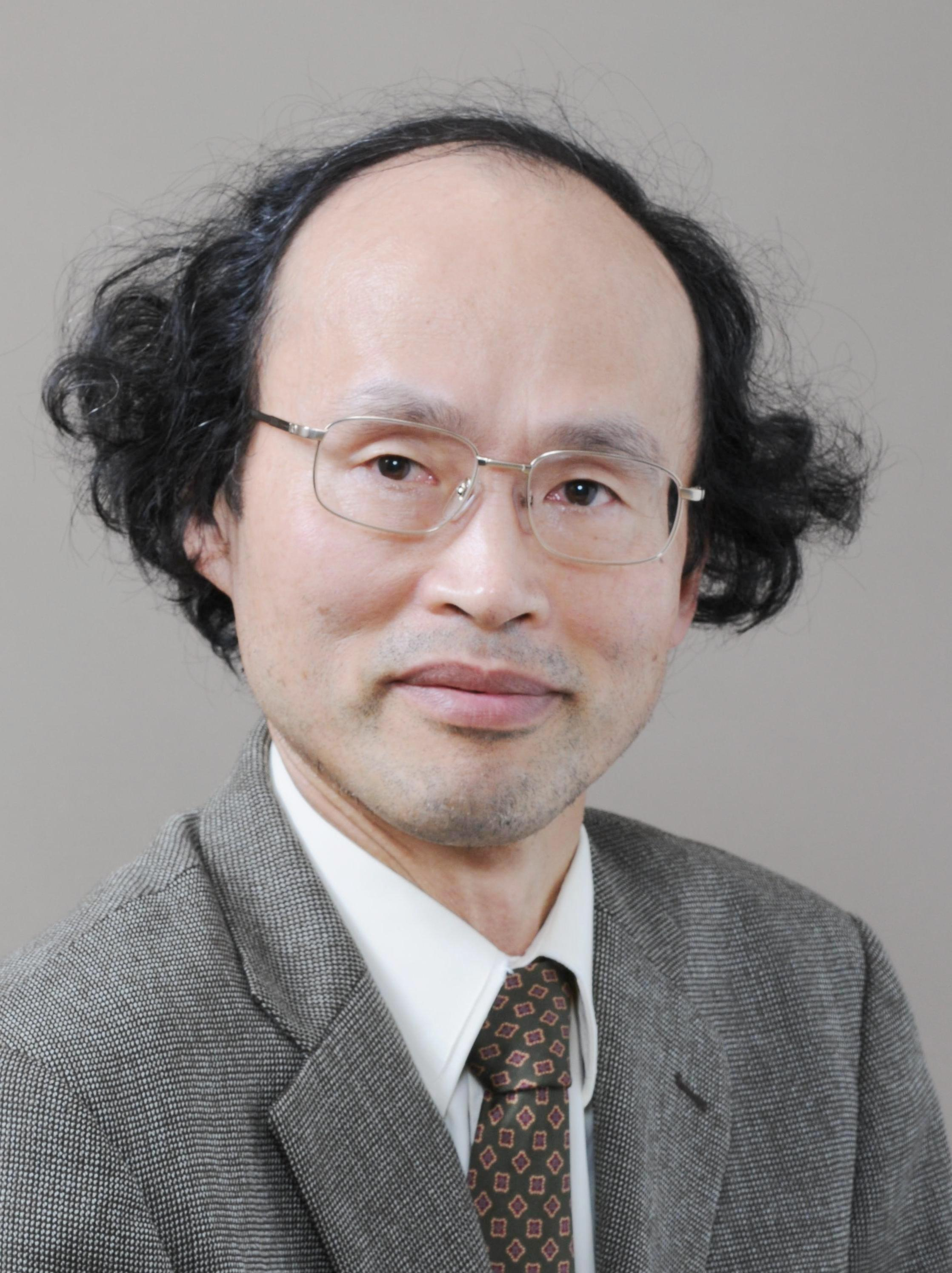
青木秀夫

青木 秀夫（あおき ひでお、1950年10月1日 - ）は、日本の物理学者。東京大学名誉教授。専門は物性理論、特に超伝導・量子ホール効果。東京都出身。
三好愛吉の曾孫である。

## 経歴
1973年、東京工業大学理学部物理学科卒業。1975年、東京大学大学院理学系研究科物理学専攻修士課程修了。1978年、同専攻博士課程修了。理学博士。学位論文の題は「 Electronic structure of two-dimensional disordered electron systems in strong magnetic fields（強磁場中2次元不規則電子系の電子構造）」。
1978年、東京大学理学部助手。1980年10月から1982年9月まで、ケンブリッジ大学キャヴェンディッシュ研究所客員研究員。1984年、筑波大学物質工学系講師。1986年、東京大学理学部助教授。1998年、東京大学大学院 理学系研究科教授
2011年5月から2013年3月まで、高エネルギー加速器研究機構（KEK）客員教授。
2016年3月、東京大学退官、東京大学名誉教授。
2016年4月、産業技術総合研究所招聘研究員。2017年9月から12月まで、スイス連邦工科大学チューリッヒ校物理学科客員教授。2018年6月から7月まで、マックス・プランク研究所客員研究員。

## 業績
- 固体物理学理論において、量子ホール効果、高温超伝導、強磁性などの物性の発現機構を与えた。また、これらの系において、物質設計の観点からの研究を行うとともに、非平衡における新奇な現象の開発も行った。

## 著書
- H. Kamimura and H. Aoki: Physics of Interacting Electrons in Disordered Systems (International Series of Monographs on Physics 76), Oxford University Press, Oxford 1989年）
- H. Aoki, M. Tsukada, M. Schluter and F. Levy (editors): New Horizons in Low-Dimensional Electron Systems (in the series Physics and Chemistry of Materials with Low-Dimensional Structures), Kluwer Academic Publishers, Dordrecht 1992年）
- Hideo Aoki, Yasuhiko Syono and Russell J. Hemley (editors): Physics Meets Mineralogy --- Condensed-Matter Physics in Geosciences, Cambridge Univ. Press 2000年）
- Hideo Aoki: Integer quantum Hall effect in P. Bhattacharya, R. Fornari and H. Kamimura (ed.): Comprehensive Semiconductor Science & Technology, Vol. 1, pp.175-209 (Elsevier 2000年）
- Hideo Aoki and Mildred S. Dresselhaus (ed.): Physics of Graphene (Springer-Verlag, 2014)
- 青木秀夫：量子ホール効果（「物理学最前線」第11巻、共立出版、1985年）
- 青木秀夫：相互作用する電子（塚田捷編「21世紀 学問のすすめ」第9巻「物理学のすすめ」（筑摩書房、1997年）、第6章
- 草部浩一、青木秀夫：「強磁性」（青木秀夫監修：多体電子論、第I巻；東京大学出版会、1998年）
- 黒木和彦、青木秀夫：「超伝導」（青木秀夫監修：多体電子論、第II巻；東京大学出版会、1999年）
- 中島龍也、青木秀夫：「分数量子ホール効果」（青木秀夫監修：多体電子論、第III巻；東京大学出版会、1999年）
- 青木秀夫：「高温超伝導の機構はどこまで解明されたか」、日本物理学会（編）：「ボース・アインシュタイン凝縮から高温超伝導へ」（日本評論社、2003年）、第5章
- 青木秀夫：「超伝導入門」（裳華房、2009年）
  - （新装版） 青木秀夫：「超伝導の物理学」（裳華房、2024年）
- 青木秀夫：「グラフェンの特異な物理」、斉木幸一朗、徳本洋志（編）「グラフェンの機能と応用展望」（CMC出版、2009年）、第1章
- 森本高裕、青木秀夫：「グラフェンの光学特性」、斉木幸一朗（監修）「グラフェンの機能と応用展望II」（CMC出版、2012年）、第1章
- 青木秀夫：「グラフェンの物性理論ー量子化学的観点から」、日本化学会（編）：「二次元物質の科学―グラフェンなどの分子シートが生み出す新世界」化学同人、2017年）、Part II 第1章